# Erechthias leucophaeta
Erechthias leucophaeta är en fjärilsart som beskrevs av Bradley 1957. Erechthias leucophaeta ingår i släktet Erechthias och familjen äkta malar. Inga underarter finns listade i Catalogue of Life.